# Azagra
Azagra là một đô thị trong tỉnh và cộng đồng tự trị Navarre, Tây Ban Nha. Đô thị này có diện tích là 33,29 ki-lô-mét vuông, dân số năm 2007 là 
3735 người.
Đô thị nằm ở độ cao m trên 292 mực nước biển, cách tỉnh lỵ 77 km.

## Biến động dân số
| Biến động dân số                                     | Biến động dân số | Biến động dân số | Biến động dân số | Biến động dân số | Biến động dân số | Biến động dân số | Biến động dân số | Biến động dân số | Biến động dân số | Biến động dân số |
| 1996                                                 | 1998             | 1999             | 2000             | 2001             | 2002             | 2003             | 2004             | 2005             | 2006             | 2007             |
| ---------------------------------------------------- | ---------------- | ---------------- | ---------------- | ---------------- | ---------------- | ---------------- | ---------------- | ---------------- | ---------------- | ---------------- |
| 3 496                                                | 3 507            | 3 524            | 3 530            | 3 756            | 3 802            | 3 792            | 3 767            | 3 785            | 3 793            | 3 735            |
| Nguồn: Azagra et instituto de estadística de navarra |                  |                  |                  |                  |                  |                  |                  |                  |                  |                  |